# 拉皮爾 (密歇根州)
拉皮爾（英語：Lapeer）是一個位於美國密歇根州拉皮爾縣的城市。根據2010年美國人口普查，該地共人口8841人，而該地的面積約為19.32平方千米。同時該地也是拉皮爾縣的縣治。

## 地理
拉皮爾的座標為43°03′07″N 83°18′59″W / 43.05194°N 83.31639°W，而該地的平均海拔高度為261米（即856英尺）。